# مقاطعة كميجان
مقاطعة كميجان (بالفارسية: شهرستان کمیجان) هي إحدى مقاطعات محافظة مركزي في إيران. كان عدد سكان المقاطعة سنة 2006 حوالي 45,296 نسمة.